# Plataforma Adelante Catalunya
Plataforma Adelante Cataluña fou una coalició electoral d'extrema dreta que es va presentar a les eleccions al Parlament de Catalunya de 2006 formada per Democracia Nacional i Alternativa Española sota el lema Defendemos Cataluña, Defendemos España. Els caps de la coalició eren Rafael López-Dieguéz (AES) i Manuel Canduela (DN), però van convèncer l'advocat Esteban Gómez Rovira que encapçalés la llista.
Es presentava com a alternativa unionista-espanyolista al Partit Popular de Catalunya, partit al que consideraven incapaç d'enfrontar-se a l'independentisme català i es vantava d'aplegar a les seves llistes com a independents membres d'aquest partit.
Malgrat les expectatives, a les eleccions al Parlament de Catalunya de 2006 només va obtenir només 2.735 vots i cap representació parlamentària. Posteriorment ha organitzat actes durant la diada del 12 d'octubre i manifestacions contra l'estatut de Catalunya.